# اس‌ام یوسی-۱۰۴
اس‌ام یوسی-۱۰۴ (به انگلیسی: SM UC-104) یک زیردریایی بود که طول آن ۱۸۵ فوت ۵ اینچ (۵۶٫۵۲ متر) بود. این زیردریایی در سال ۱۹۱۸ ساخته شد.